# Lorazepam
Il lorazepam è un farmaco della categoria delle benzodiazepine, e viene venduto in Italia con il nome di Tavor o Control. Possiede proprietà ansiolitiche, anticonvulsanti, sedative e miorilassanti. Il lorazepam è un forte ansiolitico e dal 1977 è comunemente utilizzato per trattare l'ansia e l'insonnia. Inoltre, come tutte le altre benzodiazepine, il lorazepam può dare luogo a tolleranza e dipendenza.

## Usi
Avendo il Lorazepam dei forti effetti ansiolitici, è impiegato principalmente nei trattamenti rapidi su pazienti con attacchi d'ansia e contro attacchi di panico.
Il Lorazepam è un forte sedativo dagli effetti ipnotici e la durata degli effetti clinici di una singola dose lo rende una scelta appropriata per il trattamento a breve termine dell'insonnia, soprattutto in presenza di forti stati d'ansia e di panico. Conseguenze dovute all'interruzione del trattamento possono verificarsi dopo alcune settimane di somministrazione di consistenti dosi del farmaco.
In soggetti a cui il farmaco non è familiare, nella prima somministrazione e soprattutto a dosi relativamente alte, il Lorazepam come le altre benzodiazepine può generare anche un potente effetto di amnesia anterograda. Viene utilizzato anche per ridurre l'ansia e indurre amnesia a pazienti che devono subire esami o procedure mediche molto invasive, come ad esempio endoscopie o in pratiche odontoiatriche.
Se assunto per via orale, il Lorazepam impiega dai quindici ai sessanta minuti prima di fare effetto, mentre è decisamente più veloce se assunto per via endovenosa, agendo in soli cinque minuti.
Le proprietà anticonvulsionanti e il profilo farmacocinetico rendono il Lorazepam per via endovenosa un efficace metodo per placare gravi crisi d'ansia, anche se genera dei prolungati effetti collaterali. L'assunzione per via orale viene utilizzata soprattutto nelle forme più gravi di epilessia, anche se si sviluppa una resistenza agli effetti del farmaco.
Il Lorazepam può essere anche utilizzato nel trattamento della sindrome da astinenza da alcol; purché la funzionalità epatica non sia compromessa, in quanto quest'ultima è necessaria per il metabolismo del farmaco.
Qualora vi sia la necessità di sedare rapidamente dei pazienti violenti o molto agitati, il Lorazepam viene somministrato in combinazione con l'Aloperidolo, in quanto, se somministrato da solo, in primo luogo impiegherebbe troppo tempo ad agire, inoltre presenterebbe troppi effetti collaterali. In questi casi la somministrazione più indicata è per via endovenosa.
Occasionalmente viene utilizzato anche in chemioterapia in aggiunta agli antiemetici per evitare un'eccessiva agitazione dei pazienti, che si potrebbe manifestare sotto forma di nausea e vomito.

## Composizione e somministrazione

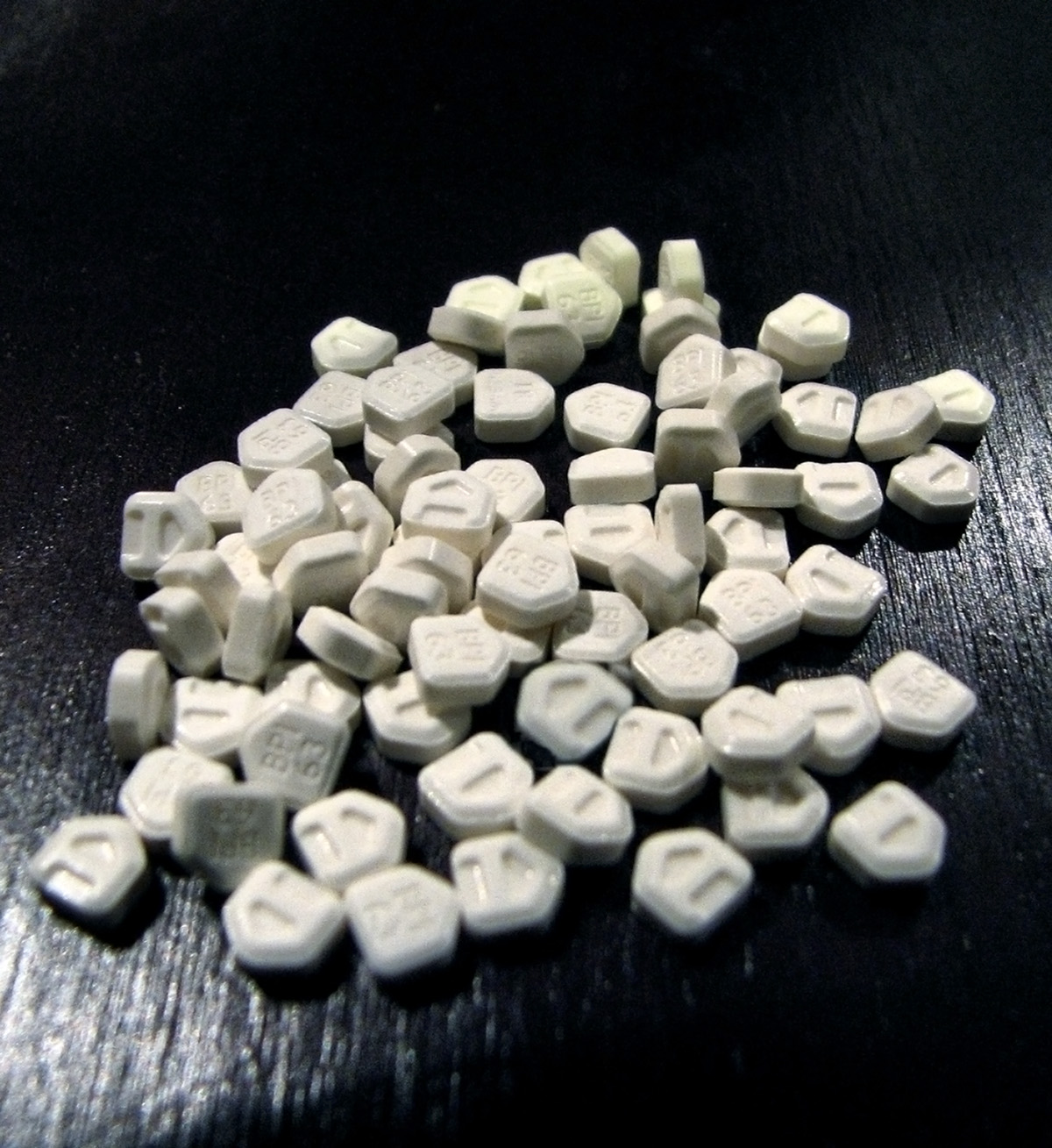
Compresse da 0,5 mg di Lorazepam marchiate Ativan.

Il Lorazepam puro è una polvere bianca, praticamente insolubile in acqua e olio. Come farmaco è disponibile sia come compresse che come soluzione iniettabile. Esistono compresse da 0,5 mg, 1 mg, 2 mg e 2,5 mg di Lorazepam, con alcune differenze tra le varie nazioni.
La soluzione iniettabile viene invece somministrata tramite una profonda iniezione intramuscolare o tramite la flebo. Tale soluzione è fornita in fiale da 1 mL contenente dai 2 ai 4 mg di Lorazepam. I solventi utilizzati in questa soluzione sono il glicole polietilenico e il glicole propilenico. Contiene inoltre alcol benzilico come conservante.
Queste iniezioni devono essere svolte lentamente e con del personale idoneo ad intervenire in caso si presentassero effetti collaterali, quali depressione respiratoria, ipotensione, o perdita del controllo delle vie aeree. Di norma vengono prescritte dalle 2 alle 4 dosi di Lorazepam al giorno, in quanto una dose clinicamente rilevante di farmaco è in grado di agire dalle 6 alle 12 ore.

## Effetti collaterali
Ognuno dei cinque effetti del Lorazepam può essere considerato collaterale se non è terapeuticamente necessario al paziente. Gli effetti collaterali del Lorazepam dipendono dalla dose di farmaco che si assume, infatti sono strettamente collegati questi due fattori: maggiore sarà la dose di farmaco che si assume e maggiori saranno gli effetti collaterali causati. Pertanto è molto importante cercare di usare la dose minima necessaria alla terapia per evitare il maggior numero di effetti collaterali.
Tra i vari effetti collaterali, quello sedativo è quello maggiormente riscontrato. In un gruppo di circa 3500 pazienti curati per l'ansia, il (15,9%) ha accusato appunto l'effetto sedativo del farmaco; capogiri nel (6,9%) dei casi; nel (4,2%) debolezza; e nel (3,4%) instabilità. Anche l'età è un fattore molto importante; infatti all'aumentare di essa aumentano anche gli effetti collaterali e la loro durata.
In alcuni casi si possono verificare anche effetti paradosso, comuni nelle benzodiazepine; ad esempio una maggiore ostilità, aggressione, scoppi d'ira, agitazione e sbalzi di umore. Questi stimoli sono dati soprattutto dalla frustrazione del paziente, anche se molto spesso è per cercare di far fronte ad essa che viene somministrato il Lorazepam.
- Tendenza al suicidio: Le benzodiazepine possono indurre, nella sospensione rapida in alte somministrazioni o abusi di sostanza, a pensieri suicidi. Anche se il Lorazepam non presenta effetti tossici, è necessario somministrare questo farmaco con moltissima attenzione, e quindi non può essere assolutamente prescritto in dosi elevate come unico farmaco per curare la depressione.
- Amnesia: Il Lorazepam può dar luogo a forti amnesie nei pazienti, tuttavia con un uso regolare si sviluppa rapidamente una tolleranza a questo effetto.

Per evitare le amnesie è necessario somministrare inizialmente dosi di farmaco non superiori a 2 mg. Tendenzialmente dopo 2 o 3 giorni si riesce a sviluppare una tolleranza.
Il Lorazepam non deve essere somministrato a pazienti nelle seguenti condizioni:
- Allergie o ipersensibilità alle benzodiazepine o ad un qualsiasi eccipiente contenuto nelle compresse o nelle siringhe di Lorazepam.
- Grave insufficienza respiratoria: le benzodiazepine, agendo sul sistema nervoso centrale, potrebbero alterare la frequenza respiratoria; inoltre gli effetti sedativi del farmaco potrebbero inibire la volontà del paziente di "lottare" per respirare.
- Stato di ebbrezza o sotto effetto di stupefacenti: il Lorazepam può agire sinergicamente con l'alcol, gli stupefacenti o altre psicoattive. È quindi importante evitare l'assunzione di tale farmaco a pazienti ubriachi o che hanno fatto uso di droghe.
- Atassia: questo disturbo consiste nella perdita di coordinazione muscolare rendendo così molto difficoltoso ogni movimento volontario. Il Lorazepam non deve essere somministrato a pazienti che presentano già questo disturbo.
- Glaucoma acuto: il Lorazepam può interferire con il deflusso dell'umor acqueo e di conseguenza peggiorare il glaucoma.
- Sindrome delle apnee nel sonno: come detto in precedenza, il Lorazepam, agendo sul sistema nervoso centrale interferisce con l'attività respiratoria del paziente. L'effetto sedativo del farmaco, sommato alla maggior durata delle apnee che esso induce, può portare alla morte per asfissia.
- Miastenia gravis: questa malattia neuromuscolare è caratterizzata da debolezza muscolare e affaticabilità; ed il Lorazepam può esacerbare questi sintomi.
- Gravidanza e allattamento: il Lorazepam, se assunto nel primo trimestre di gestazione può causare seri danni al feto; ed è per questo motivo che il farmaco è stato catalogato dalla FDA nella List of Schedule IV drugs.

Sono state fatte ricerche inconcludenti le quali cercavano di dimostrare che, l'assunzione di Lorazepam all'inizio della gravidanza, determinasse al feto una riduzione del QI, disturbi nello sviluppo neurologico, malformazioni fisiche nella struttura cardiaca e del viso, ed altre malformazioni.
Tuttavia esso può causare l'ipotonia nel neonato o insufficienze respiratorie. Un'assunzione regolare durante il primo trimestre può causare inoltre sindromi d'astinenza da Lorazepam al neonato; e ciò può causare ipotonia, riluttanza nel succhiare il latte materno, apnea, cianosi ed una ridotta risposta del metabolismo se il neonato è sottoposto al freddo. I primi sintomi di ipotonia e di astinenza possono durare per un lasso di tempo che va da poche ore dopo il parto fino ad alcuni mesi di distanza. Il Lorazepam potrebbe anche inibire la glucuronazione, e di conseguenza causare l'ittero neonatale. Infine il Lorazepam è presente anche nel latte materno, e pertanto è sconsigliato l'allattamento al seno.

## Gravidanza e allattamento
Lorazepam non deve essere somministrato nel primo trimestre di gravidanza. Durante l'ultimo periodo di gravidanza, o durante il travaglio, a dosi elevate, il farmaco nel neonato può causare ipotermia, ipotonia e moderata depressione respiratoria. 
I neonati di madri in terapia prolungata nel tempo con benzodiazepine durante le fasi avanzate della gravidanza, possono sviluppare alla nascita dipendenza fisica e presentare una maggior incidenza di sintomatologia astinenziale nel periodo postnatale. La Food and Drug Administration (FDA) ha inserito il lorazepam in classe D per l'uso dei farmaci in gravidanza. In questa classe rientrano i farmaci per i quali, nonostante l'evidenza positiva di rischi sul feto umano, i benefici terapeutici potrebbero giustificarne l'uso in gravidanza.
Lorazepam viene escreto nel latte materno. Il farmaco perciò non deve essere somministrato alle madri che allattano al seno.